# USSR Cup (vrouwenbasketbal)
De USSR Cup was een nationale basketbalbeker van de Sovjet-Unie. Het toernooi werd de eerste vijf jaar jaarlijks gehouden; van de late jaren 40 tot begin jaren 50. Deze wedstrijden werden gespeeld via het knock-outsysteem. Na 1953 was er jarenlang geen Sovjet Cup. Er werden pogingen gedaan om het toernooi te doen herleven, drie keer - in de late jaren 60 en jaren 70, met een steeds wisselende opzet. In 1972 was er alleen een toernooi voor de mannen. Het laatste officiële toernooi was in 1978. Latere toernooien werden voor het begin van het seizoen gehouden als een soort warming-up voor de competitie. De meest succesvolle "bekerclub" van het Sovjet-tijdperk was Dinamo Moskou die de prijs twee keer won. Het tweede kampioenschap van Dinamo Kiev was officieel onder de vlag van de Oekraïense SSR. In 1978 was het laatste toernooi.
In de jaren tachtig was er een toernooi buiten het seizoen dat soms de "USSR Cup" werd genoemd, maar het werd bijgewoond door teams uit lagere competities, dus het werd beschouwd als een toernooi voorafgaand aan het seizoen.
In 1991 viel de Sovjet-Unie uit elkaar en kreeg elk land zijn nieuwe eigen bekercompetitie.

## Winnaars van de Beker van de Sovjet-Unie
| Jaar | Plaats     | Winnaar         | Uitslag      | Tegenstander          |
| ---- | ---------- | --------------- | ------------ | --------------------- |
| 1949 | Tbilisi    | Dinamo Moskou   | 55 - 15      | Dinamo Kiev           |
| 1950 | Moskou     | Dinamo Kiev     | 33 - 32      | MAI Moskou            |
| 1951 | Leningrad  | Oekraïense SSR  | 38 - 36      | Dinamo Moskou         |
| 1952 | Koejbysjev | MAI Moskou      | 39 - 28      | SKIF Riga             |
| 1953 | Moskou     | Dinamo Moskou   | 53 - 34      | Stroitel Moskou       |
| 1969 | Tbilisi    | TTT Riga        |              | GPI Tbilisi           |
| 1973 | Sotsji     | Spartak Noginsk |              | Inzjdorstroj Chisinau |
| 1978 | Klaipėda   | CSKA Moskou     | groepsfase ¹ | Dinamo Kiev           |

¹ opmerking: Groepsfase waarin vier teams tegen elkaar spelen. Winnaar CSKA Moskou scoorde 3 overwinningen in drie wedstrijden, Dinamo Kiev (2 overwinningen), USK Tartu (1 overwinning) en ??? (0 overwinningen).

## Winnaars aller tijden
| Club            | Winnaars | Jaar       |
| --------------- | -------- | ---------- |
| Dinamo Moskou   | 2        | 1949, 1953 |
| Dinamo Kiev     | 1        | 1950       |
| Oekraïense SSR  | 1        | 1951       |
| MAI Moskou      | 1        | 1952       |
| TTT Riga        | 1        | 1969       |
| Spartak Noginsk | 1        | 1973       |
| CSKA Moskou     | 1        | 1978       |

## Bekerwinnaars van het voorseizoen
| Jaar | Plaats | Winnaar         | Uitslag | Tegenstander         |
| ---- | ------ | --------------- | ------- | -------------------- |
| 1982 |        | Spartak Noginsk |         | Dinamo Novosibirsk   |
| 1985 |        |                 |         | Oeralmasj Sverdlovsk |

## Winnaars aller tijden
| Club            | Winnaars | Jaar |
| --------------- | -------- | ---- |
| Spartak Noginsk | 1        | 1982 |